# Johan Sebastiaan Stuer

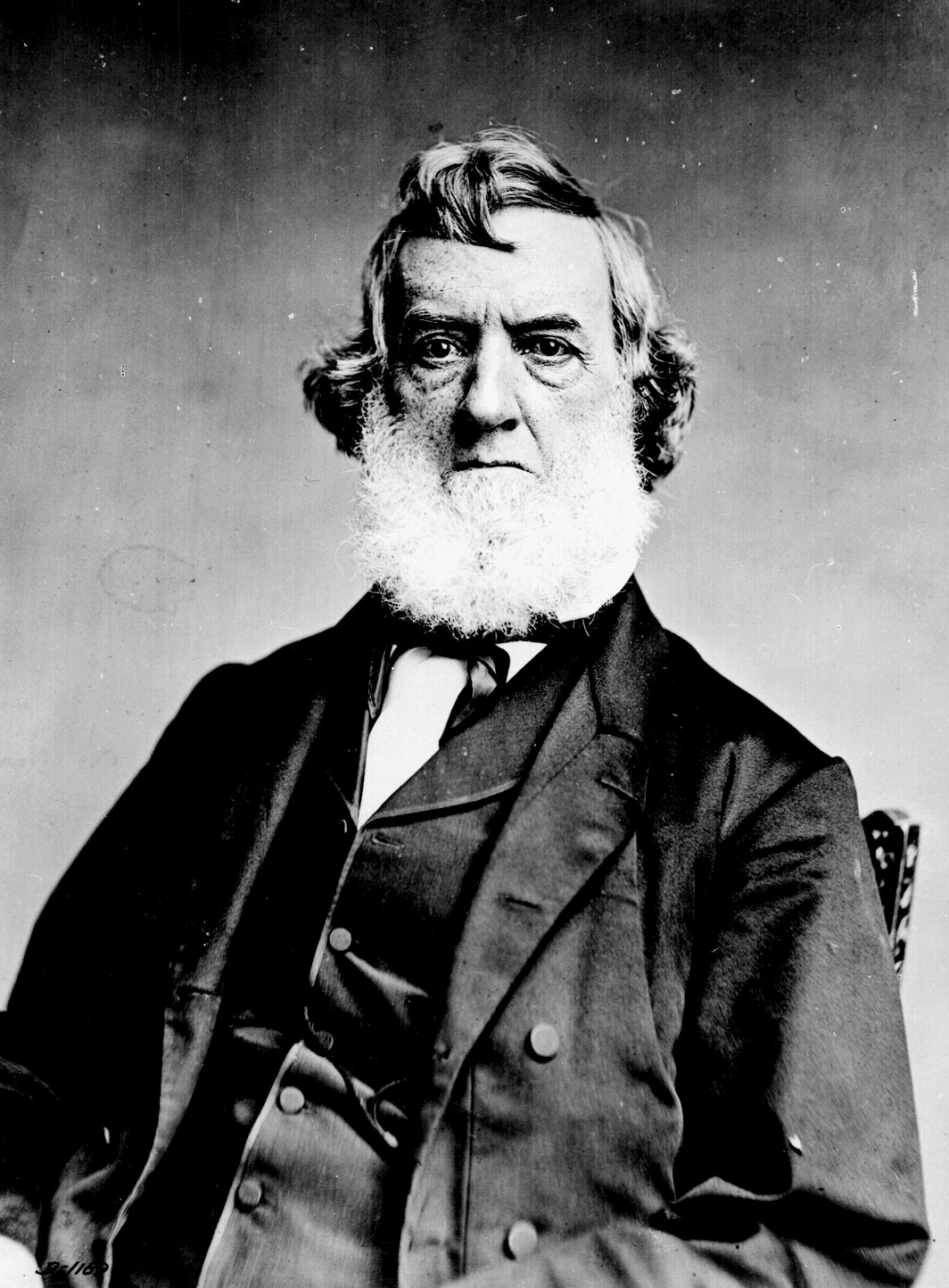
De door Stuer gebruikte afbeelding bij zijn gedichten is die van Amerikaans politicus Gideon Welles

Johan Sebastiaan Stuer (Antwerpen, 1978) is een Belgisch dichter en cartoonist.

## Biografie
Stuer volgde zijn humaniora aan het H. Pius X-instituut in Antwerpen. Vervolgens volgde hij de opleiding Bibliotheekwezen en Documentaire Informatiekunde aan het Stedelijk CVO Pestalozzi. Hij was van 2004 tot en met 2006 bibliotheekbediende, waarna hij vanaf 2007 negen jaar lang conservator van de Boomse Steenbakkerij Frateur was. Gelijktijdig, van 2009 tot en met 2014, was hij ook actief als correspondent voor de Rupelstreek bij Het Nieuwsblad. Het dichtwerk van Stuer werd door Jonas Geirnaert getoond aan Guy Mortier van Humo, waardoor hij in 2017 begon als huisdichter bij dat magazine. In 2018 maakte Stuer eveneens gedichten voor winkelketen A.S.Adventure. Dat jaar bracht hij zijn eerste dichtbundel uit, 100 Vet Vrolijke Verzen. Hij gebruikt een afbeelding van de Amerikaanse politicus Gideon Welles als fictieve dichter bij zijn gedichten. 
Sinds september 2020 werkt Stuer als redacteur bij het actualiteitenmagazine De Ideale Wereld op Canvas. Hier verzorgt hij onder andere de Dit was...-maandoverzichten. In 2022 kreeg hij zijn eigen rubriek, Dichter bij het nieuws, waarin hij het nieuws van de dag in versvorm brengt. Stuer was in 2020 naast Katrin Lohmann en Thomas Huyghe te zien in Het leven.doc, waarin een "levensgids voor een nieuwe generatie" werd gemaakt. Dat jaar nam hij ook deel aan een cartoonwedstrijd van De Tijd, waarin hij tweede werd na Kim Duchateau. De jury bestond uit Stephanie De Smedt, Koen Meulenaere, Jan Nelis, Jacques Moeraert en Meike de Roest. Dat jaar was hij eveneens te horen in de podcast Drie boeken van Wim Oosterlinck. Ook kwam zijn tweede dichtbundel De meeste mensen deugen? Een ordinaire leugen uit. Zijn derde dichtbundel In een opgemaakt bed kan ik niet sterven kwam ook in 2020 uit, weliswaar in een beperkte oplage van vijftig exemplaren.
Het gedicht Dierbare Doden van Stuer werd in 2021 gebruikt in een project van het Koninklijk Lyceum Antwerpen. Hierbij werden er gerecycleerde telefooncellen gemaakt, waarvan één met het gedicht van Stuer erop. Deze werd op de begraafplaats van Zwijndrecht geplaatst. Het concept van de telefooncel is gelijk aan dat van de "telefooncel van de wind" in het Japanse Otsuchi in de prefectuur Iwate. Die telefooncel werd gebruikt door nabestaanden van de slachtoffers van het tsunami in 2011 om met hun overleden dierbaren te praten. In 2021 was Stuer te zien in Winteruur, een televisieprogramma van Wim Helsen. Hier vertelde Stuer dat hij op zijn zestiende vegetariër is geworden, en later veganist. Een achttiende-eeuws citaat van Jeremy Bentham had hem hiertoe aangezet. In Winteruur werden er eerder al bij andere gasten verzen van Stuer voorgedragen. Dat jaar was hij ook te horen in KapotKast, een podcast van Louis Vanoosthuyze.
Voor het jaar 2023 bracht Stuer een scheurkalender uit, De Stupide Stuer kalender, met daarin zijn verzen en cartoons.